# Salvador Giner
Salvador Giner de San Julián (10 de febrero de 1934-19 de octubre de 2019) fue un sociólogo y jurista español.
Salvador Giner fue un relevante sociólogo  de la última mitad del siglo XX. Desarrolló su actividad académica e investigadora fundamental en la última mitad del siglo XX. Destacan sus trabajos de investigación sobre teoría e historia sociológica en relación con la sociedad industrial. Entre 2005 y 2013 fue presidente del Instituto de Estudios Catalanes. La Generalidad de Cataluña le otorgó la Creu de Sant Jordi  en 1995.

## Biografía
Salvador Giner nació en Barcelona, Cataluña (España) el  10 de febrero de 1934. Se doctoró en sociología por la Universidad de Chicago (EE. UU.) y posteriormente realizó cursos de postgrado en Alemania, en la Universidad de Colonia. Más tarde se licenció en derecho por la Universidad de Barcelona. Después de acabar sus estudios de sociología fue profesor, y jefe de departamento, la Universidad de Cambridge (King’s College), Reading, Lancaster y West London (Brunel) entre 1965 y 1989. 
Se incorporó a la Universidad de Barcelona donde ostentó la cátedra de sociología, obtenida en 1989. Fue uno de los fundadores  de la Federación Española de Sociología, que también ha presidido, y cofundador de la Europea. Fue director del Instituto de Estudios Sociales Avanzados del CSIC y editor de la Revista Internacional de Sociología y director asociado del European Journal of Social Theory. Fue presidente del Institut d’Estudis Catalans (Instituto de Estudios Catalanes) desde 2005 hasta 2019.
Fue director y profesor de la Sección de Ciencias Sociales de la Universitat Catalana d'Estiu (Universidad Catalana de Verano) entre 1969 y 1975. Fue redactor y asesor de la Gran Enciclopedia Catalana y de otras muchas publicaciones nacionales e internacionales.
Fue uno de los relevantes sociólogos que introdujeron la materia en España cuando la situación tanto política, social como cultural era adversa. Sus estudios, teóricos y empíricos, han aportado a la comunidad científica mundial aportaciones importantes. Lideró la redacción (con Emilio Lamo de Espinosa y C. Torres) de un Diccionario de Sociología, más citado en lengua española. 
Sus estudios sociológicos se complementan y usan herramientas de otras disciplinas como la antropología, la filosofía o la ciencia política lo cual le permiten dar visiones más amplias e interesantes sobre los diferentes temas sociales.
La Generalidad de Cataluña le otorgó en 1995 la Creu de Sant Jordi. El 2 de noviembre de 2006, el Centro de Investigaciones Sociológicas (CIS) le otorgó el Premio Nacional de Sociología y Ciencia Política por la trayectoria seguida.
Propuso el concepto de estructuras latentes que trata de agrupar teorías e investigaciones diferentes, incluso desarrolladas en diferentes tiempos y espacios, para atajar el pluralismo teórico existente en la sociología.
Entre 2005 y 2013 fue presidente del Instituto de Estudios Catalanes, siendo substituido por Joandomènec Ros.
El 19 de octubre de 2019 murió en su ciudad natal a los 85 años de edad.

## Su obra
Tan extenso como su currículum es su obra. Son numerosas la publicaciones que realizó así como los seminarios y conferencias que impartió a lo largo y ancho de todo el orbe. Fue profesor visitante en muchas universidades, tanto españolas como extranjeras (Roma, Autónoma de México, Puerto Rico, Costa Rica, Buenos Aires, Autónoma de Barcelona) y sus publicaciones han influido decisivamente en el pensamiento sociológico actual. Entre las publicaciones realizadas destacan las siguientes:
- Historia del pensamiento social (1967), reestructurada en 1982.
- Sociología (1968)
- El progreso de la conciencia sociológica (1971)
- La sociedad masa: Ideología y conflicto social (1971)
- Sociedad masa (1976)
- Europa contemporánea: estructuras sociales y pautas culturales (1978)
- La estructura social de Cataluña (1980, ampliada en 1984).
- Historia del pensamiento social (1967), que es el primer diccionario de sociología en español. Es el manual más utilizado y extendido en las universidades españolas.
- El progreso de la conciencia sociológica (1974)
- La sociedad corporativa (1979), escrita junto a Manuel Pérez Yruela.
- (con E. Lamo de Espinosa y C. Torres), Diccionario de Sociología (1998, 2002)
- El destino de la libertad (Premio Espasa de Ensayo 1987)
- Las razones del republicanismo (1998)
- Ciudadanía, desigualdad social y estado de bienestar (2003)
- Mass Society (Sociedad Masa) (1976)
- Comunió, domini, innovació (1985)
- Ensayos civiles y Carta sobre la democracia (1934)
- El sagrat i el profà (1996)
- Teoría de sociología clásica. (2001, ampliada en 2011).
- Carisma y Razón (2003).